# Denis Chouinard
Denis Chouinard je kanadský frankofonní režisér a scenárista, narozený roku 1964. Po absolvování Québecké univerzity v Montréalu (l'Université du Québec à Montréal) studoval filmové umění na Cégep Saint-Laurent taktéž v Montréalu a následně na Judith Weston School for Acting Techniques ve Spojených státech.
Mezi lety 1985 až 1998 natočil šest krátkometrážních filmů jako například On parlait pas allemand (1985), Les 14 définitions de la pluie (1993) nebo Le Feu (1995).
Za svůj první celovečerní film, Clandestins, který natočil roku 1997 spolu s Nicolasem Wadimoffem, získal několik cen na mezinárodních festivalech. Ocenění se dočkaly i následující dva filmy, L'ange de goudron (Asfaltový anděl) a Délivrez-moi (Odpusť mi). Denis Chouinard jimi potvrdil svůj zájem o společenské problémy. Ve své tvorbě se kromě toho soustředí na otázky imigrace a etnické různorodosti.

## Filmografie
- 1997: Clandestins
- 2001: L'Ange de goudron (Asfaltový anděl)
- 2006: Délivrez-moi (Odpusť mi)

## Ocenění a nominace
- 1997: Clandestins (zlatá cena Bayard d'Or na Mezinárodním Filmovém Festivalu v Namuru v Belgii)
- 2002: L'Ange de goudron (cena ekumenické poroty na 52. Mezinárodním Filmovém Festivalu v Berlíně)